# Fennoscandia

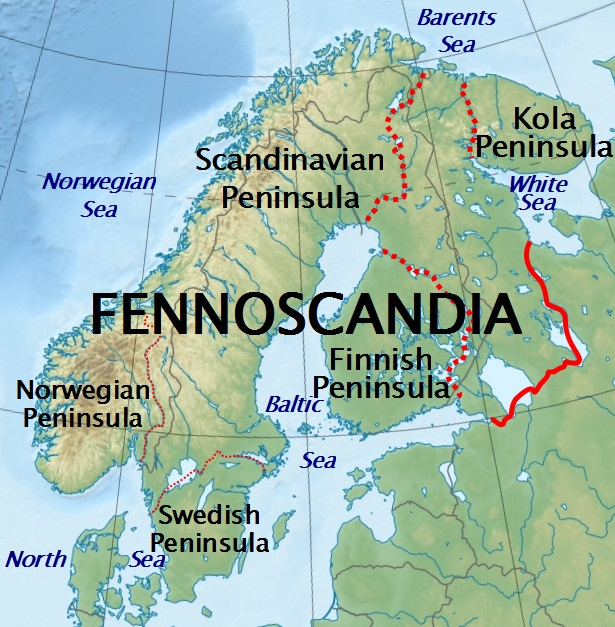
La Fennoscandia.

Fennoscandia e Fenno-Scandinavia o penisola finno-scandinava sono termini geografici utilizzati per indicare la penisola maggiore comprendente la penisola scandinàva, la penisola di Kola e il bassopiano finno-careliano, diviso tra la Finlandia centro e sud orientale e la Carelia. La regione geografica è circondata a nord dal Mare di Barents, a nord-ovest dal Mare di Norvegia e a sud-ovest dal Mare del Nord ed è collegata all'Eurasia continentale dall'istmo situato tra il golfo di Finlandia e il mar Bianco. Pertanto, il confine meridionale della penisola è collocato lungo i corsi dei fiumi Neva, Svir', Vodla e Ileksa, che collegano tra loro i laghi Ladoga, Onega e Vodlozero. Il canale mar Bianco-mar Baltico, inoltre, collega il lago Onega con il lago Vygozero, che ha come principale emissario il Vyg, sfociante nel mar Bianco. Un altro affluente del lago Onega, il Vytegra è collegato dal canale Volga-Baltico al Kovža, fiume parte del bacino idrografico del fiume Volga.
Il termine deriva dal latino Fennia (Finlandia) e Scandia (Scandinavia); venne usato per la prima volta dal geologo finlandese Wilhelm Ramsay nel 1898. Un termine simile ma non propriamente sinonimo, usato nei paesi germanici, è Norden, ossia "territori del nord" (inteso come nord-Europa), che generalmente include anche l'arcipelago danese, lo Jutland, le isole Fær Øer e l'Islanda, identificando così i Paesi nordici. Culturalmente, la Fennoscandia identifica l'area in cui vivono popolazioni scandinave, sami, finlandesi e russe.